# Benguellia
Benguellia  é um gênero botânico da família Lamiaceae.

## Espécie
Benguellia lanceolata

## Nome e referências
Benguellia  (Gurke) G.Taylor